# Rocha (Stadt)
Rocha ist die Hauptstadt des gleichnamigen Departamento Rocha im Südosten Uruguays.

## Geographie
Die Stadt befindet sich im südlichen Teil des Departamento Rocha in dessen Sektor 1 und Sektor 7. Am westlichen Stadtrand verläuft der Arroyo Rocha auf den im äußersten Nordwesten Rochas der Arroyo de los Rocha trifft. Im westlichen Stadtgebiet stößt zudem der rechtsseitige Zufluss Honda hinzu. Mit dem del Ejido passiert im Osten ein kleinerer Nebenfluss des Arroyo de las Conchas das Stadtgebiet. Südlich der Stadt liegen in wenigen Kilometern Entfernung die Orte La Riviera und Puerto de los Botes und die Laguna de Rocha.

## Geschichte
Die ersten Siedler, die sich in Rocha niederließen, waren spanische Auswander aus der Region Asturien. Rocha wurde am 23. November 1793 unter dem Namen Nuestra Señora de los Remedios de Rocha gegründet. Am 10. Januar 1894 wurde Rocha durch die gesetzliche Regelung des Ley 2.252 in den Status einer Ciudad (Stadt) eingestuft.

## Umwelt
In der Region Rocha findet man die meisten und auch die größten Schutzgebiete des Landes. Zwei der Naturparks in Rocha sind durch das Programm für die Erhaltung der Artenvielfalt und nachhaltige Entwicklung der östlichen Feuchtgebiete geschützt (el Programa de Conservación de la Biodiversidad y Desarrollo Sustentable en los Humedales del Este – PROBIDES).
Der hauptsächliche Teil der Vogelarten des Landes nisten in der Region von Rocha und ca. 60 % der anderen Tierarten kann man ebenfalls hier finden. Außerdem findet man hier eine große Population von Schwarzhalsschwänen in der Welt.

## Wirtschaft
Eine wichtige Einkommensquelle stellt der Reisanbau in Rocha dar. Die Feuchtgebiete eignen sich hervorragend, um diese Pflanze anzubauen und bieten den Bewohnern der Gemeinden viele Arbeitsplätze. Auch der Tourismus ist bedeutend.

## Infrastruktur

### Verkehr
In der Stadt kreuzen die Ruta 9 und die Ruta 15.

## Sport
In Rocha ist der Fußballverein Rocha Fútbol Club beheimatet, der derzeit in der zweithöchsten Spielklasse Uruguays, der Segunda División, spielt.

## Einwohner
Rocha hatte bei der Volkszählung im Jahr 2011 25.422 Einwohner, davon 12.600 männliche und 13.362 weibliche.
| Jahr | Einwohner |
| ---- | --------- |
| 1963 | 19.457    |
| 1975 | 21.502    |
| 1985 | 24.013    |
| 1996 | 26.017    |
| 2004 | 25.538    |
| 2011 | 25.422    |

Quelle: Instituto Nacional de Estadística de Uruguay

## Söhne und Töchter der Stadt
- Carlos Acevedo (* 1955), Fußballspieler
- Miguel Balaguer (1906–1985), Bischof von Tacuarembó
- Santiago Barboza (* 1989), Fußballspieler
- Próspero Barrios (1922–?), Radrennfahrer
- Sebastián Cal (* 1997), Fußballspieler
- Pedro Cardoso (* 1975), Fußballspieler
- Gladys Castelvecchi (1922–2008), Schriftstellerin
- Alberto Demicheli (1896–1980), Politiker
- Eduardo Dieste, Schriftsteller
- Fabricio Fernández (* 1993), Fußballspieler
- Guillermo Fratta (* 1995), Fußballspieler
- Álvaro García (* 1984), Fußballspieler
- Gonzalo González (* 1993), Fußballspieler
- Angelo Lamanna (* 1980), Fußballspieler
- Alberto Martínez (1950–2009), Fußballspieler
- Denís Milar (* 1952), Fußballspieler
- Carlos Julio Pereyra (1922–2020), Politiker
- Rodrigo Sanguinetti (* 1988), Fußballspieler
- Jesús Toscanini (* 1987), Fußballspieler
- Pedro Vaz (1963–2012), Politiker
- Constancio C. Vigil, Schriftsteller